# Carn de porc

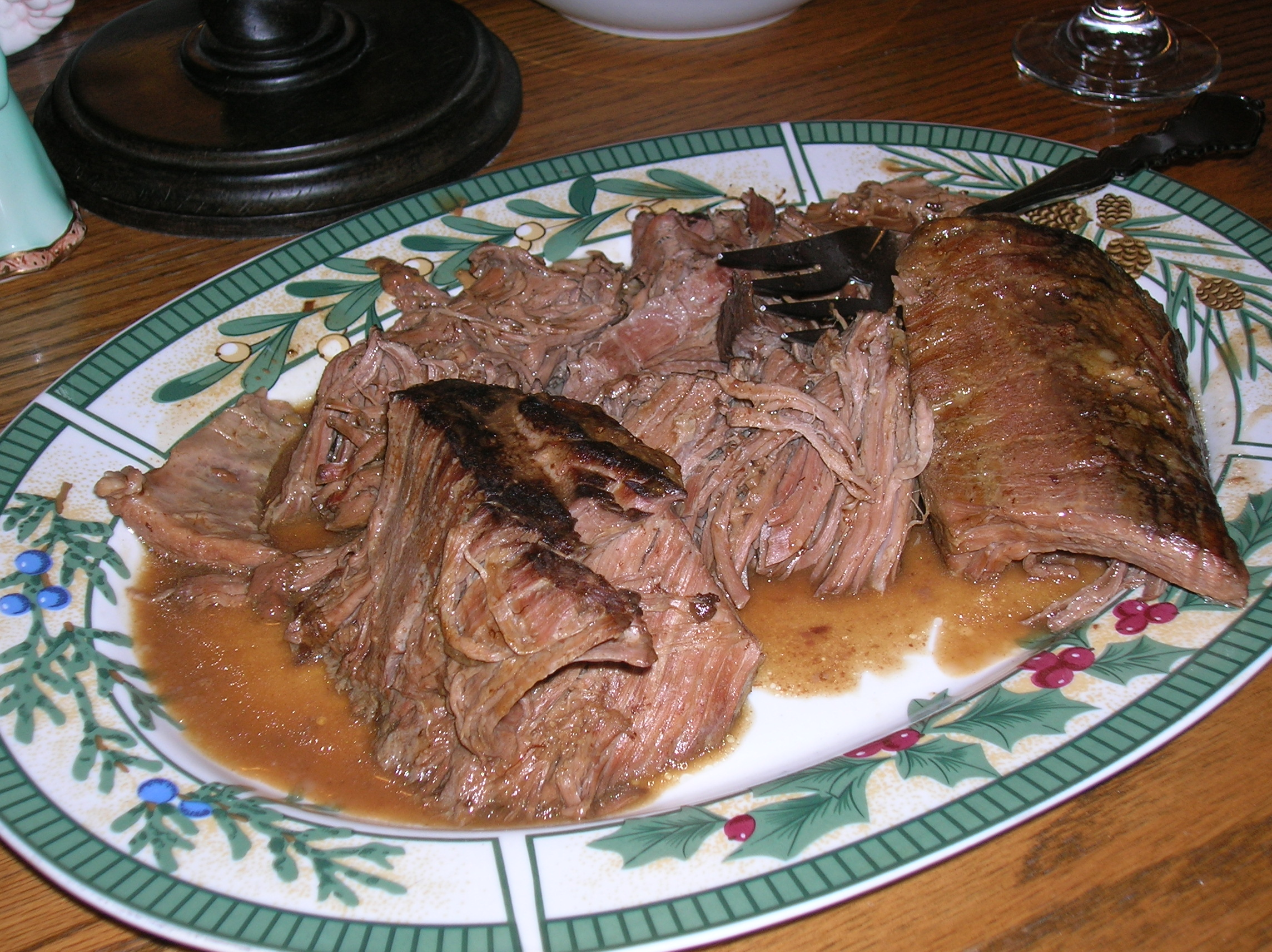
Rostit de carn de porc.

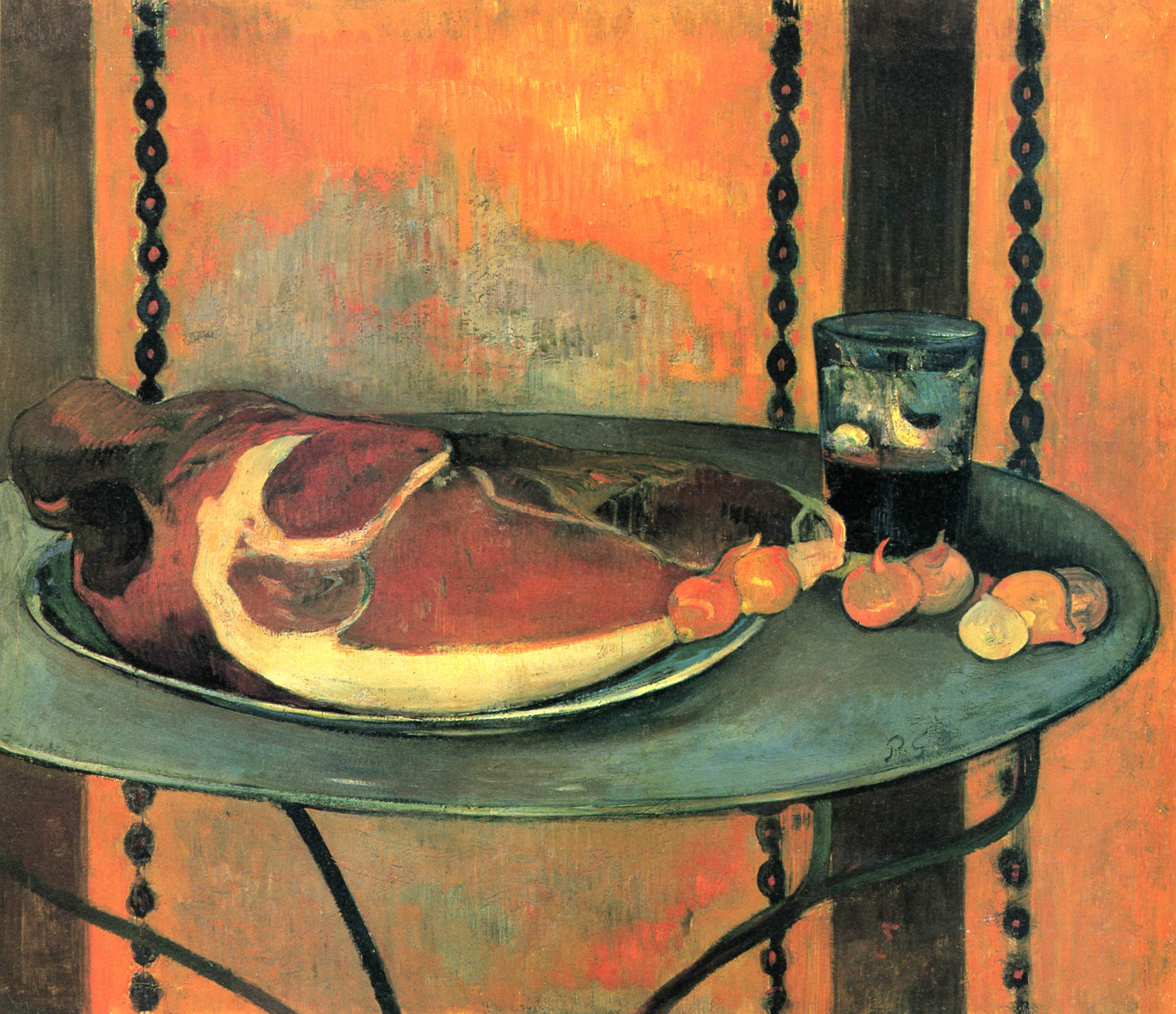
Carn de porc en un quadre del pintor francès Paul Gauguin (1848-1903).

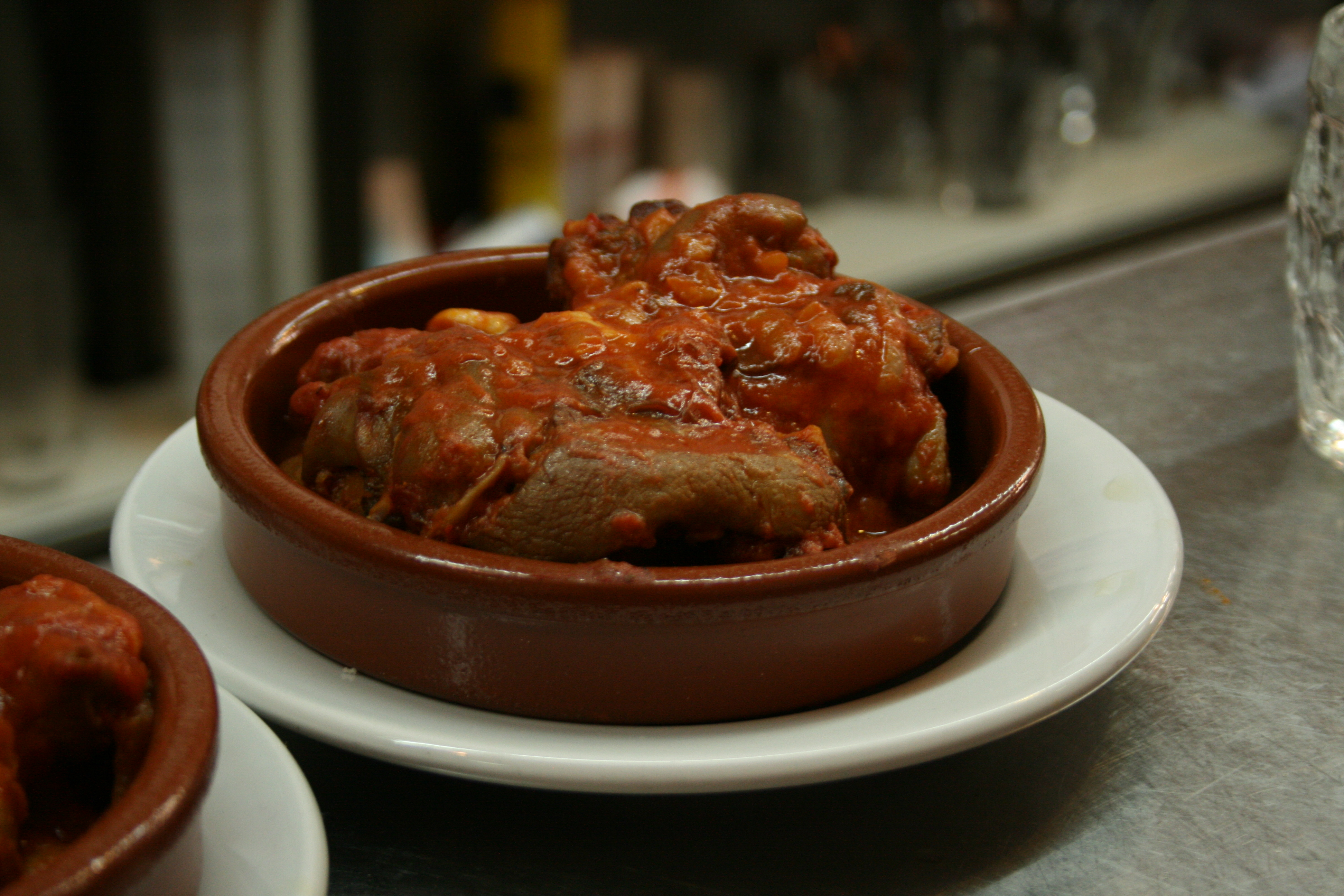
Peus de porc.

La carn de porc  o  carn de porcí és un producte carni procedent del porc. És una de les carns més consumides al món amb evidències de ramaderia porcina que es remunta al 5.000 aC.
A més a més, és una de les més aprofitades, perquè es fa servir gairebé tot el cos de l'animal, així com molts dels seus subproductes: pernil, xoriço, bacó, botifarra, cansalada, paté, etc. A algunes religions és un aliment prohibit a les seves normes dietètiques a la caixrut al judaisme, i al halal a l'islam.

## Història
Els porcs van ser domesticats a Mesopotàmia cap al 13.000 aC.
Abans de la producció massiva i la reenginyeria dels porcs al segle xx, la carn de porc a Europa i Amèrica del Nord era tradicionalment un plat de tardor: els porcs i altre bestiar venien a la matança a la tardor després de créixer a la primavera i engreixar durant l'estiu. A causa de la naturalesa estacional de la carn en la història culinària occidental, les pomes (collides a finals d'estiu i tardor) han estat un maridatge bàsic amb la carn de porc fresca. La disponibilitat durant tot l'any de carn i fruites no ha disminuït la popularitat d'aquesta combinació als plats occidentals.

## Especejament

Representació esquemàtica de les parts d'un porc.

- Cap de porc. Consta de diferents parts comestibles: orelles, galtes, etc.
- Papada
- Cinta de llom. Situada a partir de la sisena vèrtebra lumbar corresponent a la peça de llom. Molt apreciada i gustosa.
- Magre de coll
- Pit
- Costellam
- Costella
- Filet. Se situa a l'altura de les costelles lumbars i és una peça magra que se sol vendre sencera. És una part sucosa que surt sense nervis.
- Cansalada
- Faldilla
- Espatlla. És l'extremitat davantera de l'animal, considerada per regla general d'inferior qualitat que el les extremitats posteriors.
- Pernil
- Braó. Es comercialitza amb os i conté una carn magra molt gelatinosa.
- Peus de porc. Es considera una de les parts més gelatinoses.
- Cua de porc
- Turma
- Llard
- Llardó

## Els majors productors

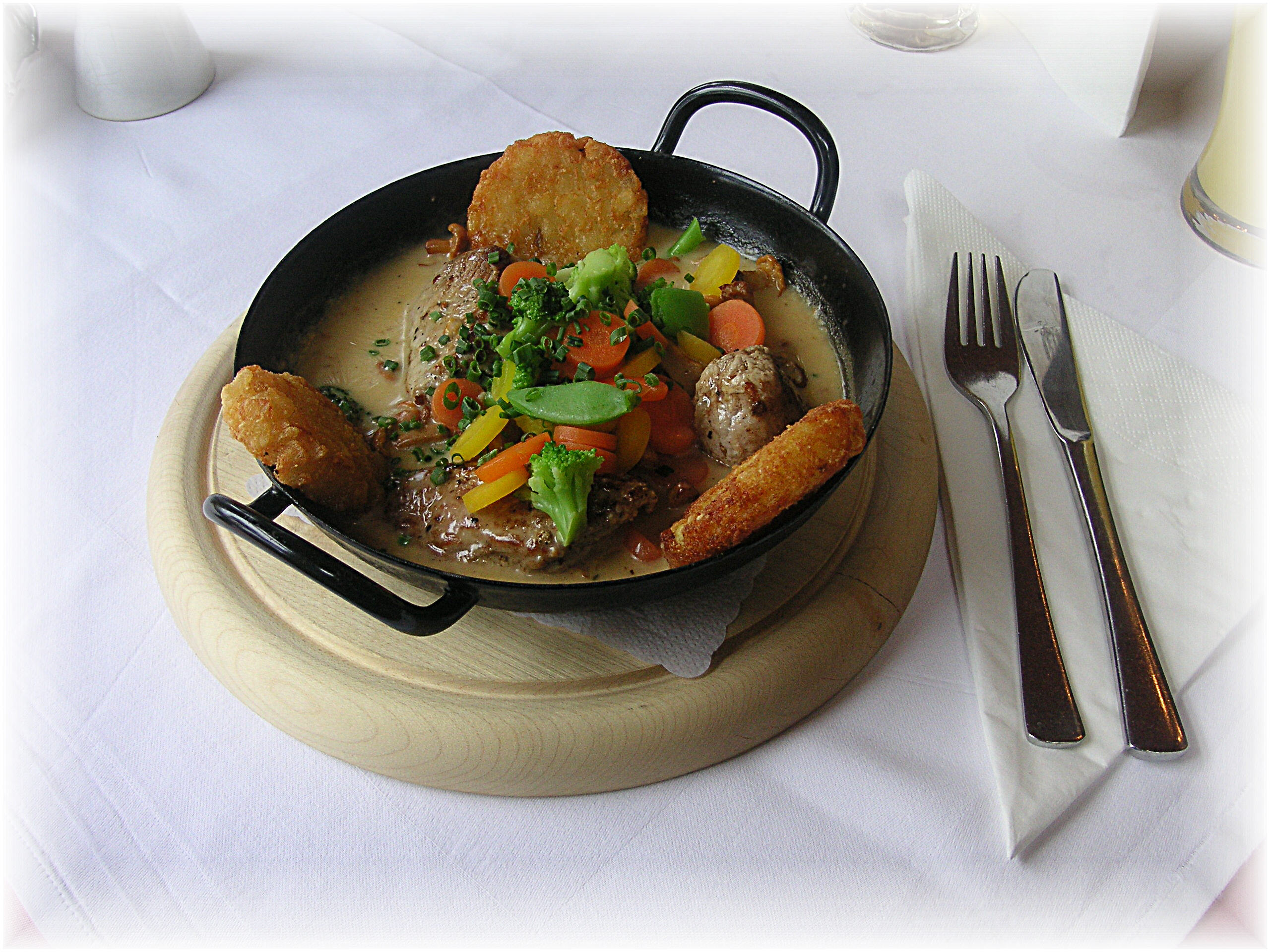
Un plat tradicional austríac amb porc, servit amb rösti de patates, verdures, bolets i gravy (salsa espessida).

El major productor de carn de porc a tot el món és Xina, seguit dels EUA i Alemanya. Altres països productors a Europa són Espanya, França, Polònia i Dinamarca.
| Rang | País      | Producció (en Kt) | Rang | País          | Producció (en Kt) |
| ---- | --------- | ----------------- | ---- | ------------- | ----------------- |
| 1    | Xina      | 47.753            | 10   | Fed Russa     | 1750              |
| 2    | EUA       | 9332              | 11   | Vietnam       | 1700              |
| 3    | Alemanya  | 4366              | 12   | Itàlia        | 1618              |
| 4    | Espanya   | 3335              | 13   | Filipines     | 1400              |
| 5    | França    | 2290              | 15   | Països Baixos | 1245              |
| 6    | Polònia   | 2100              | 16   | Corea del Sud | 1100              |
| 7    | Canadà    | 1970              | 17   | Mèxic         | 1100              |
| 8    | Dinamarca | 1762              | 18   | Bèlgica       | 1050              |

## Preparació
La carn de porc té innombrables formes de preparació i les diferents cultures del món ho preparen emprant diversos mètodes.

### Fumat
Hi ha alguns usos de la carn de porc fumada, com el pernil (Pernil de la Selva Negra) i la cansalada.

### Al forn
Hi ha diverses formes de fer-se al forn. Una d'elles molt coneguda a la gastronomia de Castella i Lleó, disposa un porc jove sencer a un forn, tal com es pot degustar a la província de Segòvia.

### Rostit

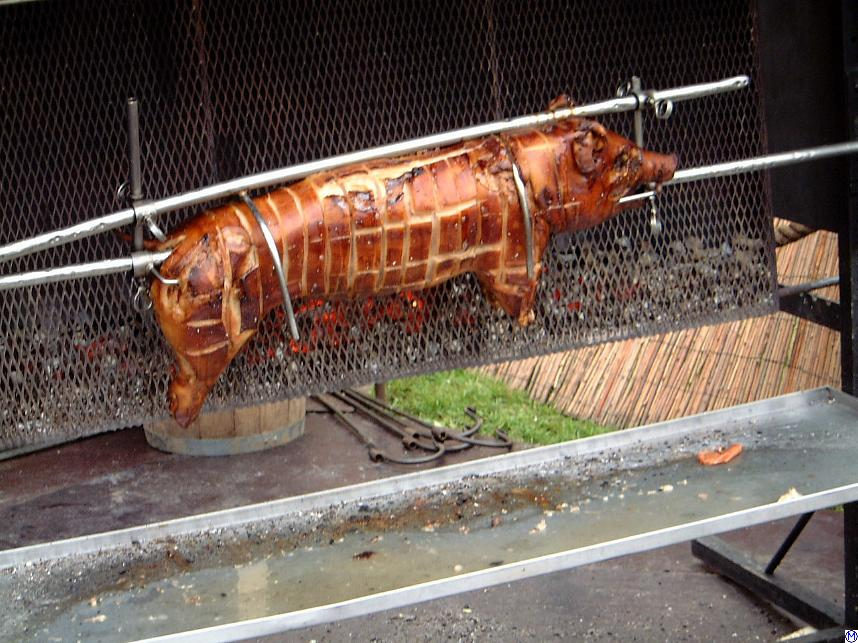
Un porc rostit en uns pintxos

Els bistecs a la planxa, les escalopes (bistecs arrebossats), s'elaboren la majoria de les vegades a la graella, rostits, brasejats, farcits, fregits a la paella.

### Embotits
És una de les formes més freqüents dels usos de la carn de porc, ja sigui com salsitxa, o en embotits fins com salami, xoriço, botifarra, etc.

### Salaó
La salaó de la carn de porc com a mètode de conservació va ser molt emprat pels mariners europeus del segle xvii. Algunes peces trobades en salaó avui en dia solen ser les costelles i la cansalada.

## Nutrició
Degut al contingut en mioglobina de la carn de porc, presenta un color vermell abans de ser cuinada i quan s'exposa a les calors de la cuina es torna lleugerament més blanca. Malgrat aquest efecte, la carn de porc es considera carn vermella.

### Malalties
Existeixen algunes malalties associades al consum de carn de porc:
- Triquinosi. Si es consumeix carn de porc crua, poc cuinada i sense control sanitari.
- Cisticercosis. Parasitosi humana produïda per les larves de la tènia del porc.[7]

## Prohibicions religioses
Les dues religions més conegudes que prohibeixen la ingesta de la carn de porc són:
- El judaisme, segons el Levític (capítol 11) i el Deuteronomi (capítol 14, 3-21), que determinen els aliments permesos i prohibits.
- L'islam, segons l'Alcorà (2, 2,173, 5, 3, 6, 145, i 16, 115), que determina els aliments halal ("permesos") i haram ("prohibits"). Al·là prohibeix la ingesta de sang, carronya i porc.

Al cristianisme es considera crucial la frase de Pau en la seva  Carta als Corintis  (2, 16), que diu: «Ningú us jutgi en menjar o en beguda». No obstant això, hi va haver una llei tàcita que prohibia als cristians consumir carns vermelles (que inclouen la carn de porc) tots els divendres de l'any. Actualment aquesta prohibició només s'aplica al Divendres Sant.

## Curiositats
- El porc és un animal de consum tan comú en diferents cultures que no és estrany que aparegui en contes, llegendes i refranys. El conte segurament més conegut a occident és el dels tres porquets. De refranys n'hi ha de tan coneguts com "De porc i de senyor, se n'ha de venir de mena".[8]